# Аб'я-Палуоя
Аб'я-Палуоя (ест. Abja-Paluoja) — місто в Естонії, у мааконді Вільяндімаа. 

## Географія
Аб'я-Палуоя розташоване на півдні Естонії.

## Клімат
| Кліматограма Аб'я-Палуоя | Кліматограма Аб'я-Палуоя | Кліматограма Аб'я-Палуоя | Кліматограма Аб'я-Палуоя | Кліматограма Аб'я-Палуоя | Кліматограма Аб'я-Палуоя | Кліматограма Аб'я-Палуоя | Кліматограма Аб'я-Палуоя | Кліматограма Аб'я-Палуоя | Кліматограма Аб'я-Палуоя | Кліматограма Аб'я-Палуоя | Кліматограма Аб'я-Палуоя |
| --- | ------------------------ | ------------------------ | ------------------------ | ------------------------ | ------------------------ | ------------------------ | ------------------------ | ------------------------ | ------------------------ | ------------------------ | ------------------------ |
| С | Л                        | Б                        | К                        | Т                        | Ч                        | Л                        | С                        | В                        | Ж                        | Л                        | Г                        |
| 58 −3 −7 | 47 −3 −8                 | 45 2 −5                  | 46 10 1                  | 55 16 6                  | 90 19 11                 | 91 22 14                 | 96 20 13                 | 64 16 9                  | 72 9 4                   | 61 4 0                   | 58 0 −4                  |
| Середня макс. і мін. температури повітря (°C) Атмосферні опади (мм), за рік : 783 мм. Джерело: «Climate-Data.org»«MSN Weather» |                          |                          |                          |                          |                          |                          |                          |                          |                          |                          |                          |

## Історія
1993 року Аб'я-Палуоя отримала статус міста.
1998 року об'єднане з волостю Аб'я і стало її адміністративним центром та її складовою частиною (як місто без муніципального статусу).
24 жовтня 2017 року після оголошення результатів виборів в органи місцевого самоврядування була офіційно утворена волость Мулґі шляхом об'єднання територій міста-муніципалітету Мийзакюла та волостей Аб'я, Галлісте й Карксі.
У 1950 — 1962 роках було центром Аб'яського району.